# Megaherz
Megaherz — рок-гурт із Мюнхена, музика якого стилістично тяжіє до індустріального металу з елементами електроніки. Поряд з Oomph! та Rammstein є найранішим представником напряму Neue Deutsche Härte.

## Дискографія

### Альбоми
- Herzwerk (1995)
- Wer bist du? (1995)
- Kopfschuss (1998)
- Himmelfahrt (2000)
- Herzwerk II (2002)
- 5 (2004)
- Heucler (2008)

### Альбоми з реміксами
- Lobleider (2010)

### Сингли
- Gott sein (1997)
- Rock Me Amadeus (1998)
- Liebestöter (1998)
- Freiflug (1999)
- Himmelfahrt (2000)
- Gott sein '04 (2004)
- Dein Herz schlägt (2004)
- Mann von Welt (2008)